# Gerichtsbezirk Sankt Florian
Der Gerichtsbezirk Sankt Florian (auch Markt St. Florian bzw. St. Florian) war ein dem Bezirksgericht St. Florian unterstehender Gerichtsbezirk im politischen Bezirk Linz-Land (Bundesland Oberösterreich). Der Gerichtsbezirk wurde per 1. April 1958 aufgelöst.

## Geschichte
Der Gerichtsbezirk wurde am 4. Juli 1850 mit einem Erlass des Oberlandesgerichtes Linz aus den 29 Steuergemeinden Ansfelden, Dörfl, Ebelsberg, Enzing, Fernbach, Fleckendorf, Florian, Gemering, Grünbrunn, Harmannsdorf, Hofkirchen, Kremsdorf, Mickstätten, Mönchgraben, Nettingsdorf, Niederfrauenleiten, Niederneukirchen, Oberweidlham, Pichling, Posch, Rappeswinkel, Rohrbach, Rupprechtshofen, Samesleiten, Taunleiten, Tillisburg, Ufer, Unterweidlham und Wambach gebildet. Ursprünglich war der Gerichtsbezirk St. Florian Teil des Landesgerichtes Steyr, per 1. Oktober 1875 wurde er jedoch dem Landesgericht Linz unterstellt.
Durch Gemeindezusammenlegungen bestand der Gerichtsbezirk Sankt Florian nach dem Ersten Weltkrieg nur noch aus den sechs Gemeinden Ansfelden, Ebelsberg, Hofkirchen im Traunkreis, Kleinmünchen, Markt Sankt Florian und Niederneukirchen. 1923 verlor der Gerichtsbezirk die Gemeinde Kleinmünchen, die nach Linz eingemeindet wurde, ebenso reduzierte sich die Fläche des Gerichtsbezirks nach der Machtübernahme der Nationalsozialisten per 1. November 1938, als Ebelsberg der Stadt Linz zugeschlagen wurde. In der Folge lösten die NS-Machthaber den Gerichtsbezirk St. Florian per 15. Juni 1943 auf uns schlugen das Gebiet dem Gerichtsbezirk Linz zu. Nach dem Ende des Zweiten Weltkriegs bestand der Gerichtsbezirk St. Florian jedoch weiter, wobei der Gerichtsbezirk per 1. April 1958 endgültig aufgelöst wurde. Das Gebiet des ehemaligen Gerichtsbezirks St. Florian bildete in der Folge gemeinsam mit dem Landbezirk des Gerichtsbezirkes Linz den Gerichtsbezirk Linz-Land.